# Chanticleers de Coastal Carolina

Logo de la marque déposée.

Les Chanticleers de Coastal Carolina (en anglais : Coastal Carolina Chanticleers) sont un club omnisports universitaire qui se réfère aux 18 programmes sportifs féminines (11) et masculines (8) de l'Université de Coastal Carolina située à Conway (Caroline du Sud). Celles-ci participent depuis juillet 2016 aux compétitions universitaires organisées par la National Collegiate Athletic Association au sein de sa Division I, en tant que membres de la Sun Belt Conference (à l'exception de l'équipe féminine de crosse qui milite en Atlantic Sun Conference. Le programme de football américain était équipe indépendante en NCAA Division I FCS en 2016 avant d'effectuer sa transition vers la FBS en 2017 pour devenir membre à part entière de la Sun Belt en 2018.
Auparavant les Chanticleers avaient été membres de la Big South Conference depuis sa création en 1983. Ils y concouraient régulièrement pour la « Sasser Cup », trophée de la Big South remis à l'université de la conférence possédant les meilleurs programmes sportifs, remporté à 9 reprises tout comme les rivaux de l'université Liberty.
L'université a développé des rivalités depuis son intégration dans la Sun Belt, avec toutes les universités de la division Est, Appalachian State, Georgia State, Georgia Southern, South Alabama et Troy.
L'équipe de baseball a remporté le titre national en 2016 et le programme de volleyball est un des plus prolifique du pays. Il a remporté quatre titres de conférence consécutifs (en 2014 et 2015 en Big South - en 2016 et 2017 en Sun Belt). Leah Hardeman est le seul joueur de la Division I à avoir remporté dans sa conférence le trophée du meilleur joueur de la saison lors de quatre saisons consécutives (2014-2017).
Le programme de football américain a pour particularité de jouer sur un terrain de couleur bleu turquoise.

## Origine du nom de l'équipe
Jusqu'au début des années 1960, ses équipes étaient connues sous le nom de « Trojans ». Lorsque l'université est devenue une extension de l'Université de Caroline du Sud, des efforts ont été déployés pour une mascotte plus conforme à la mascotte de cette université, le « Gamecock » ; le choix ultime s'est porté sur le « Chanticleer », un coq fier et plein d'esprit rendu célèbre dans le Conte de l'aumônier des nonnes (The Nun's Priest's Tale) des Contes de Canterbury  de l'auteur anglais Geoffrey Chaucer du XIVe siècle. Lorsque Coastal Carolina est devenue indépendante en 1993, malgré certains appels à changer de mascotte afin d'intensifier la fin des liens avec l'USC, Chanticleer reste la mascotte de l'école.

## Sports représentés
| Hommes (8)                                  | Femmes (10)       |
| ------------------------------------------- | ----------------- |
| Athlétisme                                  | Athlétisme †      |
| Baseball                                    |                   |
| Basketball                                  | Basketball        |
|                                             | Beach volley      |
| Cross country                               | Cross country     |
| Football (soccer)                           | Football (soccer) |
| Football américain                          |                   |
| Golf                                        | Golf              |
|                                             | Lacrosse          |
|                                             | Softball          |
| Tennis                                      | Tennis            |
|                                             | Volley-ball       |
| † – Athlétisme en salle et/ou en plein air. |                   |

## Lien avec les conférences
- Big South Conference (1983–2016) ;
- Sun Belt Conference (depuis 2016) ;
  - 2017 pour le programme de football américain.

## Football américain
Durant la saison 2020 fortement chamboulée par la pandémie de Covid-19, Coastal Carolina fait une saison historique (10 victoires sans défaite en saison régulière mais défaite au Cure Bowl) intégrant notamment le AP Poll Top 25 (classés no 14) et le CFP Rankings (classés no 12).

### Descriptif en début de saison 2024
- Couleurs :    (vert sarcelle, bronze et noir)

- Dirigeants :
  - Directeur sportif : Matt Hogue
  - Entraîneur principal : Tim Beck (en), 2e saison, bilan : 8 - 5  (61,5%)

- Stade
  - Nom : Brooks Stadium
  - Capacité : 20 000
  - Surface de jeu : pelouse artificielle (Fieldturf)
  - Lieu : Conway, Caroline du Sud

- Conférence :
  - Actuelle : Sun Belt Conference, Division East (depuis 2017)
  - Ancienne (FCS) :
    - Big South Conference (2003-2015)
    - Indépendants (2016)

- Internet :
  - Nom site Web : goccusports.com
  - URL : https://goccusports.com/sports/football

- Bilan des matchs :
  - Victoires : 165 (65%)
  - Défaites : 89
  - Nuls : 0

- Bilan des Bowls :
  - Victoires : 2 (50%)
  - Défaites : 2
  - Nuls : 0

- College Football Playoff : -

- Titres (FBS) 
  - Titres nationaux : 0
  - Titres de conférence : 1 (Sun Belt)
  - Titres de la division East de la Sun Belt : 2
- Titres (FBS) 
  - Phase finale en Div. I FCS : 4–6
  - Titres de conférence : 7 (Big South)

- Joueurs :
  - Vainqueurs du Trophée Heisman : 0
  - Sélectionnés All-American : 1

- Hymne : CCU Fight Song
- Mascotte : Chauncey
- Fanfare : -

- Rivalités :
  - Mountaineers d'Appalachian State
  - Flames de Liberty

### Palmarès
- Champions de conférence :

Coastal Carolina a remporté sept titres de la Big South Conference dont cinq à égalité (†) ainsi qu'un titre de conférence Sun Belt partagé avec les Ragin' Cajuns de Louisiane en 2020, la finale n'ayant pas été joué à la suite de la pandémie de Covid-19.
| Saison | Conférence           | Entraîneur          | Bilan global | Bilan de conférence |
| ------ | -------------------- | ------------------- | ------------ | ------------------- |
| 2004   | Big South Conference | David Bennett (en)  | 10–1         | 4–0                 |
| 2005†  | Big South Conference | David Bennett (en)  | 9–2          | 3–1                 |
| 2006   | Big South Conference | David Bennett (en)  | 9–3          | 4–0                 |
| 2010†  | Big South Conference | David Bennett (en)  | 6–6          | 5–1                 |
| 2012†  | Big South Conference | Joe Moglia (en)     | 8–5          | 5–1                 |
| 2013†  | Big South Conference | Joe Moglia (en)     | 12–3         | 4–1                 |
| 2014†  | Big South Conference | Joe Moglia (en)     | 12–2         | 4–1                 |
| 2020†  | Sun Belt Conference  | Jamey Chadwell (en) | 11–1         | 8–0                 |
† Co-champions
- Champions de division :

Coastal Carolina a remporté un titre de division en Sun Belt Conférence à égalité avec Louisiana † :
| Saison | Conférence          | Division | Entraîneur          | Finale de conférence       | Finale de conférence |
| ------ | ------------------- | -------- | ------------------- | -------------------------- | -------------------- |
| Saison | Conférence          | Division | Entraîneur          | Adversaire                 | Résultat             |
| 2020   | Sun Belt Conference | East     | Jamey Chadwell (en) | Ragin' Cajuns de Louisiane | pas de finale        |
| 2022   | Sun Belt Conference | East     | Jamey Chadwell (en) | Trojans de Troy            | P, 26-45             |
^ La finale de conférence 2020 de la Sun Belt Conference n'a pas été jouée à la suite de la pandémie de Covid-19

### Bowls

#### Phases finales en FCS
Coastal Carolina a participé à six phases finales de la NCAA Division I Football Championship Subdivision (4 victoires pour 6 défaites) avant de rejoindre la FBS en 2017 :
| Saison | Niveau                       | Adversaire                                                                        | Résultat                   |
| ------ | ---------------------------- | --------------------------------------------------------------------------------- | -------------------------- |
| 2006   | 1er tour                     | Appalachian State                                                                 | P, 28–45                   |
| 2010   | 1er tour                     | Leathernecks de Western Illinois                                                  | L 10–17                    |
| 2012   | 1er tour 2e tour             | Wildcats de Bethune-Cookman (en) Monarchs d'Old Dominion                          | G, 24–14 P, 35–63          |
| 2013   | 1er tour 2e tour ¼ de finale | Wildcats de Bethune-Cookman (en) Grizzlies du Montana Bison de North Dakota State | G, 48–24 G, 42–35 P, 14–48 |
| 2014   | 2e tour ¼ de finale          | Spiders de Richmond Bison de North Dakota State                                   | G, 36–15 P, 32–39          |
| 2015   | 1er tour                     | Bulldogs de Citadel (en)                                                          | P, 38–41                   |

#### En FBS
Coastal Carolina a participé à 4 bowls universitaires de la Division I FBS (bilan de 2 victoires et 2 défaites) :
| Saison | Entraîneur                     | Bowl                 | Adversaire                   | Résultat |
| ------ | ------------------------------ | -------------------- | ---------------------------- | -------- |
| 2020   | Jamey Chadwell (en)            | Cure Bowl 2020       | Flames de Liberty            | P,34ET37 |
| 2021   | Jamey Chadwell (en)            | Cure Bowl 2021       | Huskies de Northern Illinois | G, 47–41 |
| 2022   | Chad Staggs (en) (intérimaire) | Birmingham Bowl 2022 | Pirates d'East Carolina      | P, 29–53 |
| 2023   | Tim Beck (en)                  | Hawaii Bowl 2023     | Spartans de San Jose State   | G, 24–14 |

### Entraîneurs
Coastal Carolina a connu cinq entraineurs principaux :
| Saison           | Entraîneur          | Bilan | %    |
| ---------------- | ------------------- | ----- | ---- |
| 2003–2011        | David Bennett (en)  | 63–39 | 61,8 |
| 2012–2016, 2018  | Joe Moglia (en)     | 56–22 | 71,8 |
| 2017†, 2019–2022 | Jamey Chadwell (en) | 39–22 | 63,9 |
| 2022^            | Chad Staggs         | 00-10 | 00,0 |
| Depuis 2023      | Tim Beck (en)       | 08-50 | 61,5 |

† Entraîneur principal intérimaire en 2017 à la suite de problème de santé rencontrés par Joe Moglia ;
^ Entraîneur principal intérimaire pour le Birmingham Bowl 2022.

### Stade

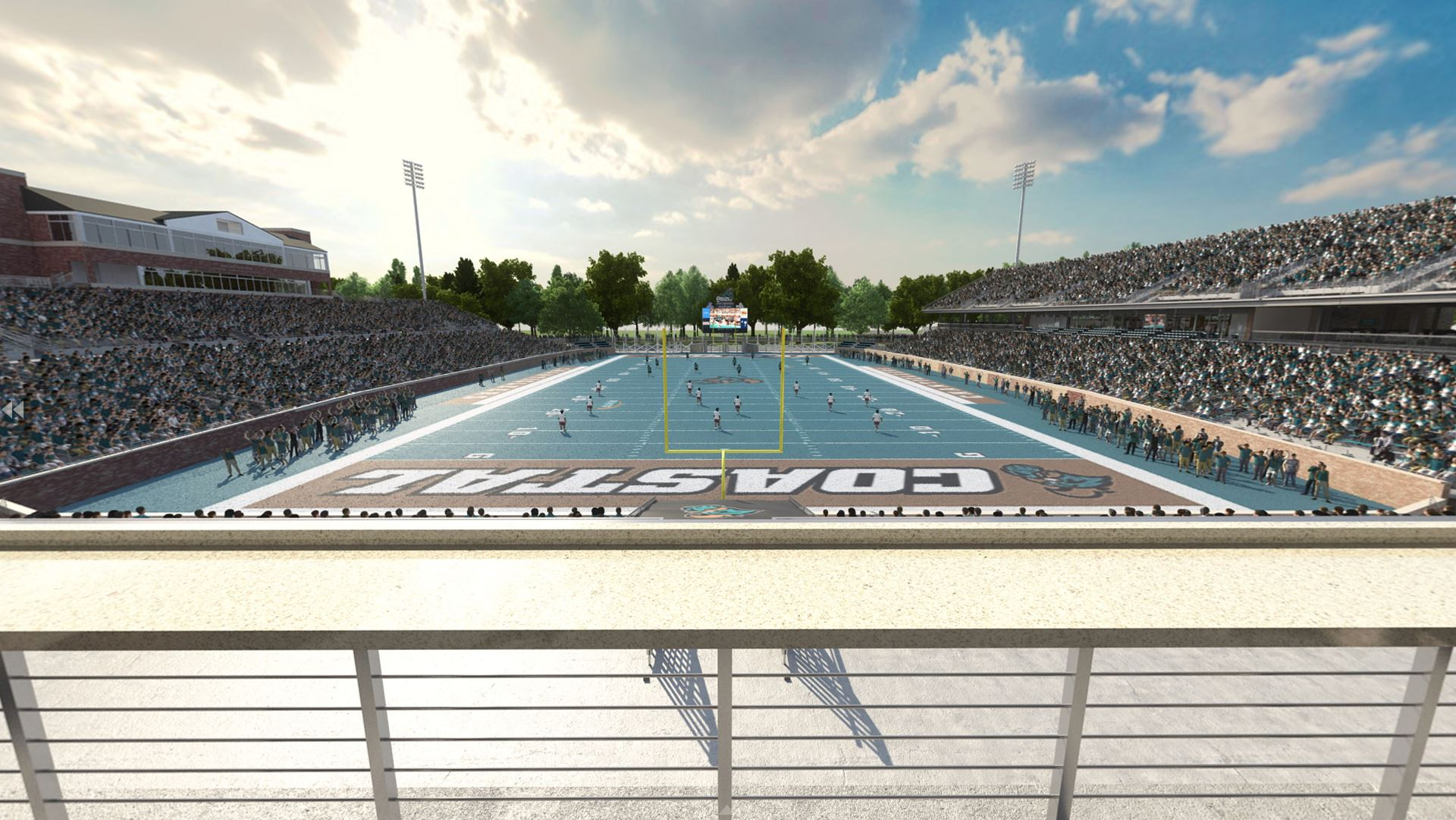
Le Brooks Stadium des Chanticleers de couleur bleu turquoise.

## Palmarès autres sports
- Champion NCAA de baseball : 2016